# Leber (Bobonaro)
Leber ist ein osttimoresischer Suco im Verwaltungsamt Bobonaro (Gemeinde Bobonaro).

## Geographie

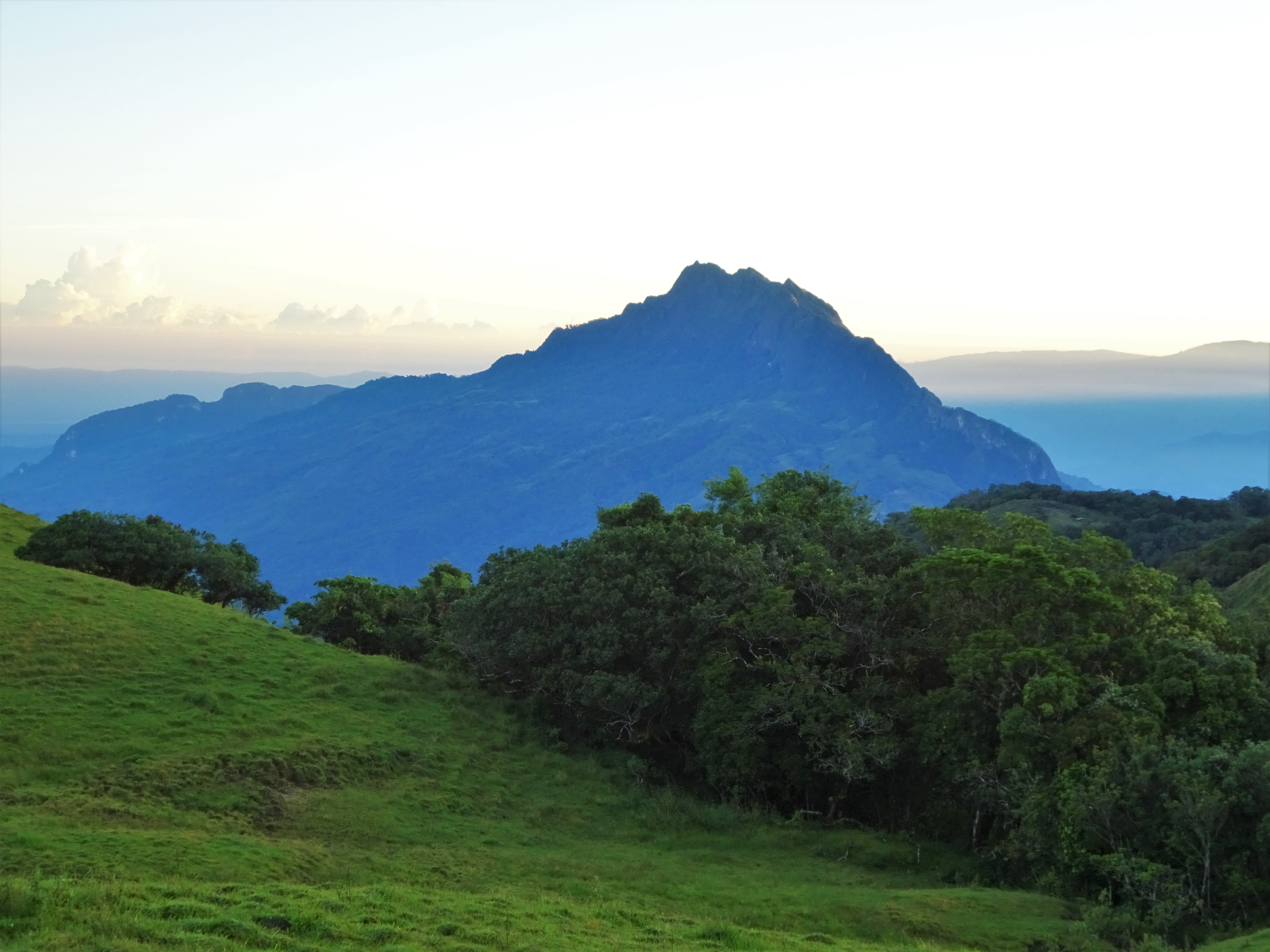
Der Berg Tapo

Der Suco liegt im Südwesten des Verwaltungsamts Bobonaro. Nördlich liegt der Suco Tapo, nordöstlich die Sucos Ai-Assa und Sibuni und im Südosten der Suco Molop. Im Süden liegt das Verwaltungsamt Lolotoe mit den Sucos Guda, Opa, Deudet, Lontas und Gildapil. Im Nordwesten grenzt Leber an den zum Verwaltungsamt Maliana gehörenden Suco Saburai. Im Zentrum entspringt der Fluss Lelepo. Er fließt nach Südosten und mündet schließlich in den Pa, der die Grenze zwischen Leber im Norden und Deudet, Opa und Guda im Süden bildet. Der Pa ist ein  Zufluss des Loumeas. Leber hat eine Fläche von 41,35 km² und teilt sich in die fünf Aldeias Butuc, Holbese, Holsa Taz, Leber-Taz und Mabelis.
Hauptort mit dem Sitz des Sucos ist Leber-Taz (Lebertas), auf der Nordseite des Berges Leber. Westlich schließt sich ihm das Dorf Tawaloto an. Im Nordwesten liegt an der Grenze das Dorf Butuc (Buthuc). Hier durchquert den Suco die Überlandstraße von Lolotoe in den Norden. Am Westende des Berges Leber befindet sich das Dorf Mabelis. Im Nordosten liegt der Ort Holsa Taz und südlich davon, auf der anderen Seite des Höhenkamms des Lebers, das Dorf Holbese. Grundschulen stehen in Tawaloto, Butuc, Mabelis, Holsa Taz und Holbese.
Im Westen liegt der Tapo (Lage) (auch Leohito), mit 1939 m der höchste Berg der Gemeinde Bobonaro, wenn man vom Gebirge an der Ostgrenze absieht. Im Nordosten verläuft der Höhenzug des Lebers (1413 m, Lage) über sechs Kilometer durch den gleichnamigen Suco. Der Lolo Latua (1624 m, Lage) ist ein kleiner Gipfel am Rand des Höhenzugs des Tapos beim Dorf Butuc, genauso der Lakus (1765 m, Lage), an der Grenze zum Suco Tapo. Der Mapeop (1235 m, Lage) nimmt zusammen mit dem Berg Leber den Ort Holbese in die Zange.

## Einwohner

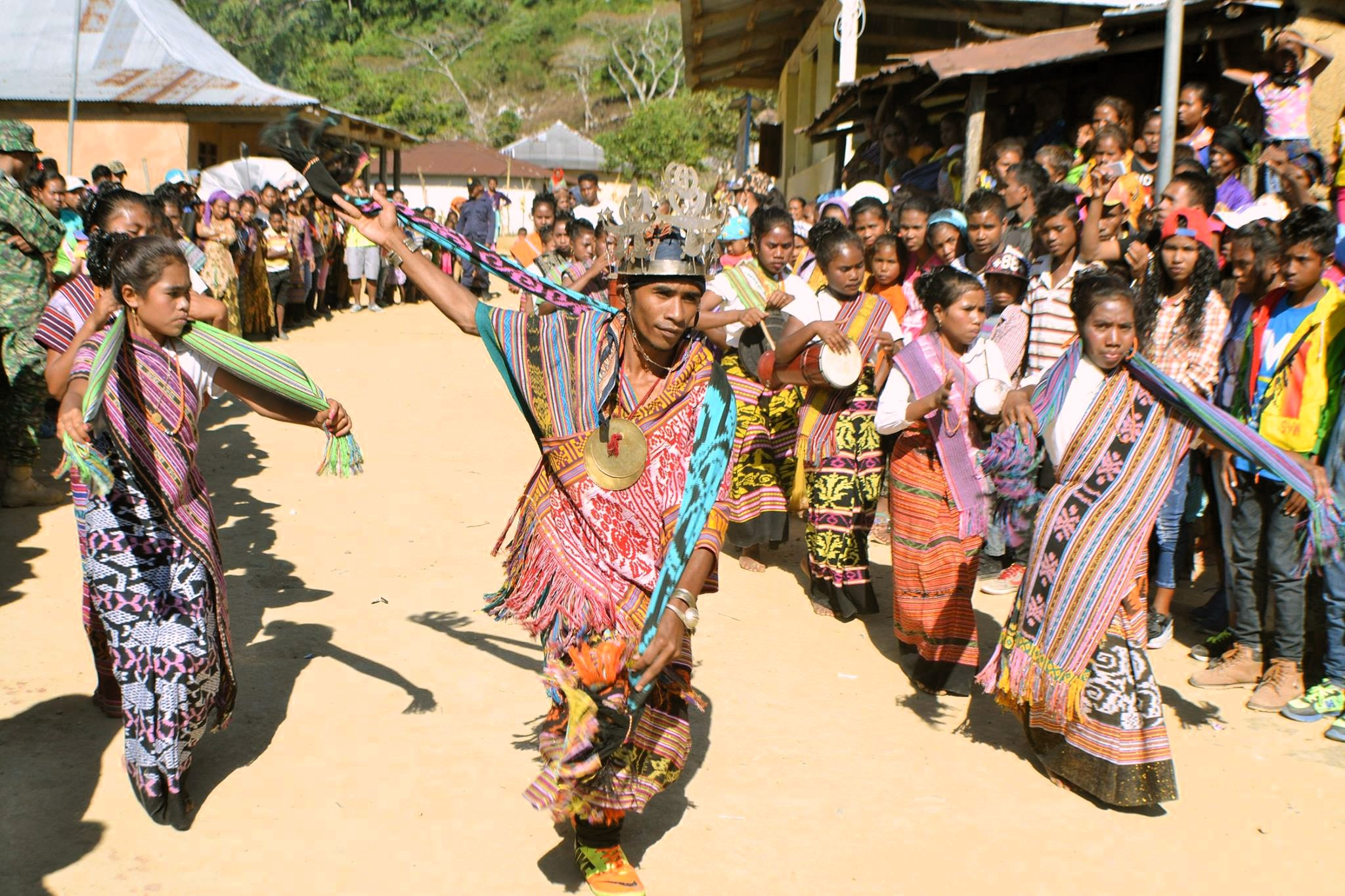
Tänzer zur Begrüßung in Leber (2016)

Im Suco leben 1.439 Einwohner (2022), davon sind 705 Männer und 734 Frauen. Im Suco gibt es 238 Haushalte. Fast 100 % der Einwohner geben Bunak als ihre Muttersprache an. Eine kleine Minderheit spricht Kemak.

## Geschichte

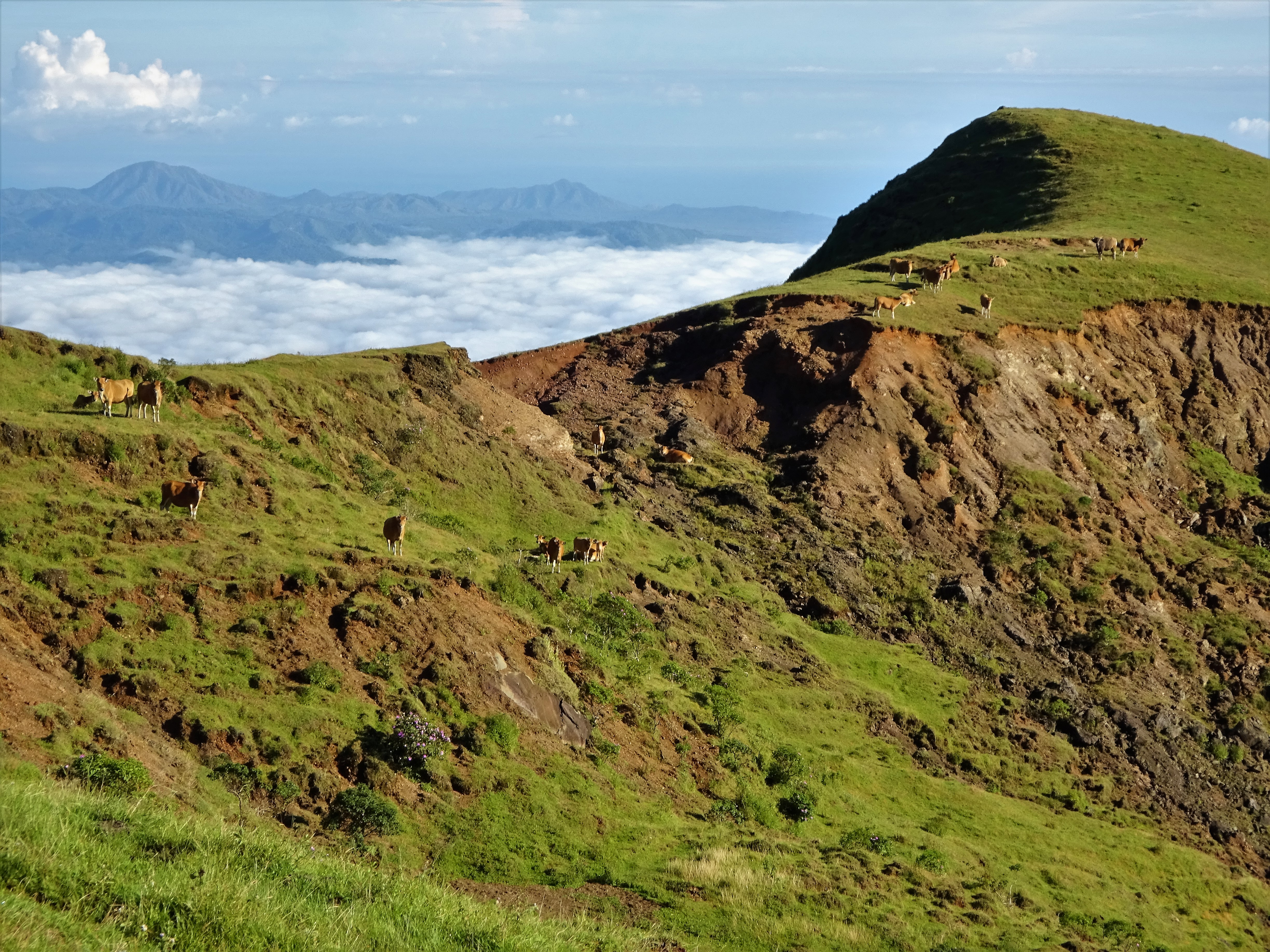
Rinder auf dem Berg Tapo

Die Region um den Berg gehörte früher zum Zentrum des Bunak-Reiches von Lamaquitos.
Die Nachbarn Leber, Tapo und Oeleo haben eine langwährenden Konflikt hinter sich. Über Jahrzehnte kämpften die Männer der Gemeinden gegeneinander um Land und Grenzverläufe. Auch im Bürgerkrieg 1975 kam es zu Gewaltausbrüche zwischen ihnen. Tapo und Oeleo galten als Hochburgen der UDT und waren loyal zur portugiesischen Kolonialverwaltung. Leber galt als Zentrum der pro-indonesischen APODETI. Einwohner aus Tapo beschuldigen FRETILIN-Anhänger, sie hätten 1975 hunderte UDT-Anhänger nach Cova Lima und Westtimor vertrieben. Auch in Leber wurden im August 1975 von der FRETILIN, unterstützt von Einwohnern aus Tapo und Oeleo, hunderte Häuser niedergebrannt und die Bewohner mussten in die Berge fliehen.
Auch während der indonesischen Besatzungszeit (1975–1999) teilten sich die Dörfer zunächst in Unterstützer und Gegner der Indonesier. In Leber war eine Spezialeinheit der Streitkräfte Indonesiens stationiert, während in Tapo und Oeleo die FRETILIN Unterstützung fand. 1976/77 griff die Indonesische Armee immer wieder in den bewaffneten Konflikt ein. In Tapo und Oeleo wurden von den Indonesiern Zivilisten getötet und in Tapo hunderte Häuser zerstört.
1977/78 kam es zu Angriffen der indonesischen Armee auf Siedlungen im Suco Leber. Hunderte Einwohner kamen ums Leben, weitere 100 verhungerten in den Bergen auf der Flucht. Im Mai 1981 wurden die männlichen Bewohner Lebers, die älter als 17 waren, gezwungen, sich an der Operation Zaun aus Beinen zu beteiligen, bei der Tausende Zivilisten die Insel durchstreiften, um Guerillakämpfer der FALINTIL aufzuspüren. In den 1990er-Jahren schlossen sich Jugendliche aus Leber dem anti-indonesischen Widerstand an und sammelten Geld für die FALINTIL. 1998 wurden sechs Jugendliche von indonesischen Spezialkräften aufgegriffen. Einer wurde getötet, die anderen gefoltert. Als die Indonesier im Mai 1999 die Wanra Dadarus Merah Putih gründeten, wurden weitere Jugendliche gefangen genommen, geschlagen und Häuser angezündet. Trotz der hauptsächlichen Unterstützung der FRETILIN in Tapo und Oeleo, fanden sich auch hier Rekruten für die pro-indonesischen Milizen.
2003 wurde ein Treffen von Vertretern aus den drei Sucos organisiert. Das Zusammentragen der Geschehnisse machte ihnen klar, dass die politischen Bündnisse quer durch die Gemeinden gingen und alle drei unter den Konflikten litten. Durch das rituelle Treffen sollte eine friedliche Zukunft ermöglicht werden.

## Politik

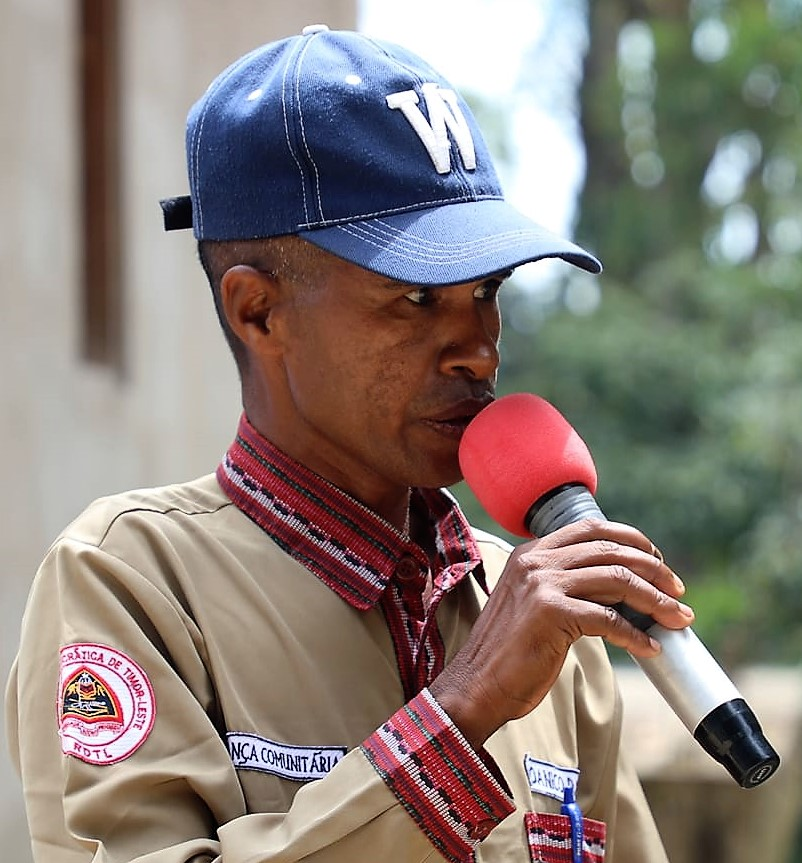
Joanico da Silva, Chefe de Suco (2022)

Bei den Wahlen von 2004/2005 wurde Ernestina Maia zum Chefe de Suco gewählt. Bei den Wahlen 2009 gewann Joanico da Silva und wurde 2016 in seinem Amt bestätigt. 2023 löste ihn Reinaldo Paisecho ab.